# Töreboda distrikt
Töreboda distrikt är ett distrikt i Töreboda kommun och Västra Götalands län. 
Distriktet ligger i och omkring Töreboda. 

## Tidigare administrativ tillhörighet
Distriktet inrättades 2016 och utgörs av en del av området som Töreboda köping omfattade till 1971, delen som köpingen omfattade före 1952 och som före 1909/1939 utgjort Björkängs socken.
Området motsvarar den omfattning Töreboda församling hade 1999/2000.